# 數碼三台
DBC 數碼三台是DBC數碼電台的一個頻道，前稱「數碼大錢台」，香港數碼廣播停播風波後改稱「數碼三台」，2013年9月16日起命名為「數碼三台 財經台」。
頻道在220.352兆赫的11C頻道中播放，選台號碼為03，為香港第三條啟播之數碼聲音廣播頻道。頻道採用DAB+高清數碼廣播制式，音質比現時調幅及調頻的電台廣播較佳。除了使用數碼廣播收音機外，此頻道還可透過網上直播及手機程式收聽，2015年更擴展至有線電視用戶可以免費收聽，2016年更擴展至樂視網平台193頻道讓全球觀/聽眾透過樂視網免費收看直播，除了部份與旗艦台聯播的時段和部份節目，即星期一至五下午5時至晚上8時30分和晚上10時30分後和星期六日，星期一至五下午5時至晚上7時會改為播放me2節目非常班房，晚上7時至8時會改為me2節目詩+音樂，晚上8時至8時30分會改為播放華語音樂廳而晚上10時30分會播放歐美流行曲，星期六日會改為播放音樂節目。

## 歷史
數碼大錢台於2011年9月11日啟播，首任台長為黎則奮。可惜由於DBC營運經費不足，大錢台停播前大部分節目已終止，周末播放精選古典樂章。
隨鄭經翰於2012年10月9日宣佈DBC正常廣播於翌日下午5時終止，數碼大錢台於10月10日停播。其後多名節目主持人，於10月15日起以無償方式義播7日。參與義播節目包括DBC新聞天地、風波裡的茶杯、開心快活人、十級自由Phone等。義播時段由數碼大聲台與數碼大家台聯播；並由數碼大錢台延時十二小時播出，方便海外聽眾。
DBC於2013年1月28日復播後，不再沿用過往的「大錢台」的名稱，並改稱「數碼三台」，轉為24小時電腦隨機播放古典音樂頻道，間中插入政府宣傳聲帶及自家頻道廣告。9月16日起推行革新，「數碼三台」重新定位為「財經台」，實際上是回復至「數碼大錢台」的形式。這次的改動，於逢香港股市交易時段時提供直播節目，非交易時段則為分析節目、節目重播及與新聞台同步播放，頻道口號改為“創造時勢 贏在當前”。12月20日，官方定該日為頻道正式廣播日。
2016年9月8日開始，DBC數碼電台所有頻道改為重播過往電台節目或播放音樂，電台將按照牌照繼續安排廣播至局方批准停止服務為止。本台因此與一台旗艦台全日聯播。

## 節目表
現時所有節目重播過往電台節目或播放音樂，一台旗艦台、三台財經台全日聯播。
| 時間  | 星期一         | 星期二         | 星期三         | 星期四       | 星期五         | 星期六   | 星期日              |
| 00:00 | 通宵音樂       | 通宵音樂       | 通宵音樂       | 通宵音樂     | 通宵音樂       | 通宵音樂 | 通宵音樂            |
| 06:00 | 流行經典       | 流行經典       | 流行經典       | 流行經典     | 流行經典       | 流行經典 | 流行經典            |
| 10:00 | 大家「真」風騷 | 告士打道3號    | 大家「真」風騷 | 告士打道3號  | 大家「真」風騷 | 最愛情歌 | 越食越有「營」      |
| 10:30 | 大家「真」風騷 | 告士打道3號    | 大家「真」風騷 | 告士打道3號  | 大家「真」風騷 | 最愛情歌 | 健美星期日:顧本培元 |
| 11:00 | 大家「真」風騷 | 告士打道3號    | 大家「真」風騷 | 告士打道3號  | 大家「真」風騷 | 獨立包裝 | 健美星期日:顧本培元 |
| 11:30 | 大家「真」風騷 | 告士打道3號    | 大家「真」風騷 | 告士打道3號  | 大家「真」風騷 | 獨立包裝 | 醫食同源            |
| 12:00 | 大家「真」風騷 | 健康由醫道開始 | 大家「真」風騷 | 最好的時光   | 大家「真」風騷 | 獨立包裝 | 歲月藏珍            |
| 13:00 | 最愛情歌       | 最愛情歌       | 最愛情歌       | 最愛情歌     | 最愛情歌       | 最愛情歌 | 最愛情歌            |
| 15:00 | 流行經典       | 流行經典       | 流行經典       | 流行經典     | 流行經典       | 流行經典 | 流行經典            |
| 17:00 | 最愛情歌       | 最愛情歌       | 最愛情歌       | 最愛情歌     | 最愛情歌       | 最愛情歌 | 最愛情歌            |
| 19:00 | 醉人音樂       | 醉人音樂       | 醉人音樂       | 醉人音樂     | 醉人音樂       | 醉人音樂 | 醉人音樂            |
| 21:00 | BIG 碧 World   | BIG 碧 World   | BIG 碧 World   | BIG 碧 World | BIG 碧 World   | 樂遊記   | 樂遊記              |
| 22:00 | BIG 碧 World   | BIG 碧 World   | BIG 碧 World   | BIG 碧 World | BIG 碧 World   | Area51區 | Area51區            |
| 23:00 | 怪談2.0        | 怪談2.0        | 怪談2.0        | 怪談2.0      | 怪談2.0        | Area51區 | Area51區            |

| 時間  | 星期一至五交易日         | 非交易日、星期六及日 |
| 00:00 | 古典音樂                 | 古典音樂             |
| 08:30 | 贏在起跑線               | 古典音樂             |
| 09:30 | 嬴盡全場（上午）         | 古典音樂             |
| 12:00 | 理財一粒鐘               | 古典音樂             |
| 13:00 | 嬴盡全場（下午）         | 古典音樂             |
| 16:00 | 今日大嬴家               | 古典音樂             |
| 17:00 | DBC主場（與旗艦台同步）  | 古典音樂             |
| 19:00 | 慢鏡重温（與旗艦台同步） | 古典音樂             |
| 20:00 | 樓市大當家               | 古典音樂             |
| 20:30 | 數碼講華爾街             | 古典音樂             |
| 21:00 | 火速燈台                 | 古典音樂             |
| 22:00 | 霎下拾下                 | 古典音樂             |
| 22:30 | 品味金融圈               | 古典音樂             |
| 23:00 | 古典音樂                 | 古典音樂             |